# Albert Schneider
Albert Schneider (Riesbach, 17 december 1836 - Zürich, 21 april 1904) was een Zwitsers jurist, hoogleraar en rector.

## Biografie
Albert Schneider studeerde rechten in Zürich, Berlijn, Londen en Parijs. In 1858 doctoreerde hij in Zürich. In 1861 werd hij privaatdocent en vervolgens in 1878 gewoon hoogleraar in het Romeins recht aan de Universiteit van Zürich. Van 1890 tot 1892 was hij rector van deze universiteit. In 1866 werd hij kantonaal rechter en in 1870 handelsrechter. Als kolonel was hij tevens voorzitter van het militair hooggerechtshof. Hij was tevens lid van de Kantonsraad van Zürich vanaf 1862. Hij was voorzitter van dit kantonaal parlement in 1890. Vanaf 1893 zetelde hij ook in de gemeenteraad van Zürich.
Schneider schreef verschillende juridische werken over het kantonnaal burgerlijk wetboek van Zürich alsook over het Zwitserse Wetboek van Verbintenissen. Hij was de executeur-testamentair van de bekende Zwitserse schrijver Gottfried Keller, die eveneens van Zürich afkomstig was.

## Werken
- Über das concludente Stillschweigen nach römischem Rechte, (doctoraat) Zürich, 1858.
- Beiträge zur Kenntniss der römischen Personennamen, Zürich, 1874.
- Die drei Scaevola Cicero's, München, 1879.
- Das Schweizerische Obligationenrecht sammt den Bestimmungen des Bundesgesetzes betreffend die persönliche Handlungsfähigkeit. Mit allgemeinfaßlichen Erläuterungen, Zürich, 1882.
- Der Zürcher Canonicus und Cantor Magister Felix Hemmerli an der Universität Bologna 1408−1412 und 1423−1424, Zürich, 1888.
- Privatrechtliches Gesetzbuch für den Kanton Zürich. Auf Grundlage des Bluntschli'schen Kommentars, Zürich 1888.
- Der Prozess des C. Rabirius betreffend verfassungswidrige Gewaltthat, Zürich, 1889.
- Zur Geschichte der Flöte im Alterthum, Zürich, 1890.
- Die neuesten römischen Ausgrabungen in der Schweiz, Zürich, 1898.
- Die Berechnung der Fristen im römischen Recht. Zürich, 1900.
- Die Zuständigkeit der militärischen Gerichte in der Schweiz, Bazel, 1901.
- Das zürcherische Erbrecht auf Grundlage des Bluntschli'schen Kommentars, Zürich, 1901.